# جيني بونسفورد
جيني لويز بونسفورد هي باحثة أسترالية في علم الأعصاب بجامعة موناش ، فيكتوريا، ولديها اهتمام خاص بإصابات الدماغ الرضية . جيني هي أخصائية علم النفس العصبي السريري، ويركز عملها على تطوير فهم أعمق للعواقب السلبية الناتدة عن إصابات الدماغ الرضية، لا سيما تلك المتعلقة بالتعب واضطراب النوم ومشاكل الانتباه والمزاج والاضطرابات السلوكية وتطوير تدخلات إعادة التأهيل لتحسين التعافي على المدى الطويل وجودة الحياة لدى الأفراد المصابين بإصابات الدماغ الرضية.
جيني هي مديرة مركز أبحاث إعادة التأهيل في موناش إبوورث، والذي يهدف إلى إجراء بحث في إعادة التأهيل بعد الصدمات، بهدف الحد من الإعاقة طويلة الأمد.  يرتبط بالمركز بأكثر من 20 من علماء النفس والباحثين. جيني هي أيضًا عضوة مؤسسة في معهد السلامة والتعويضات وأبحاث استرداد العافية (تأسس عام 2009) ، وهي مبادرة تعاونية بين سلطة العمل الفيكتوري ولجنة حوادث النقل وجامعة موناش، هذه المبادرة مكرسة لتعزيز البحث وأفضل الممارسات في الوقاية من الإصابات، إعادة التأهيل والتعويض.  بالشراكة مع وزارة الخدمات الإنسانية، أنشأت جيني ممورد معلومات للبالغين والأطفال المصابين بإصابات دماغية رضية خفيفة.

## النشأة والتعليم
حصلت جيني على بكالوريوس الآداب مع مرتبة الشرف في علم النفس وماجستيرو دكتوراه في علم النفس العصبي السريري .  عملت كطبيبة علم نفس عصبي إكلينيكي في سيدني قبل أن تعود إلى ملبورن، حيث شغلت منصبًا في مستشفى إبوورث كرئيسة لقسم علم النفس. بدأت جيني العمل في جامعة موناش عام 1999. أسست برنامج الدكتوراه في علم النفس العصبي في جامعة موناش. في عام 2000 بدأت العمل في منصب مدير مركز أبحاث إعادة التأهيل في موناش إبوورث.

## العمل
أمضت الأستاذة جيني بونسفورد الأربعين عامًا الماضية في العمل في مجال إصابات الدماغ الرضية. وهي تنسق حاليًا واحدة من أكبر دراسات النتائج الطولية في العالم، والتي تتعقب أكثر من 3000 مريض على مدى 30 عامًا بعد تعرضهم لإصابات الدماغ الرضية. تم بدء تنفيذ مشروع نتائج إصابة الرأس الطولية منذ عام 1995.  الهدف من الدراسة هو توثيق المشاكل طويلة الأمد للأشخاص المصابين بإصابات الدماغ الرضية، وتحديد العوامل التي تؤثر على النتيجة، لا سيما تأثي العمر والعوامل الجينية والثقافية والسلوكية. تمثل هذه الدراسة واحدة من أكبر قواعد بيانات اصابات الدماغ الرضية مع بيانات متابعة طويلة الأمد من المرضى والأسر. نشرت جيني على نطاق واسع في مجال إصابات الدماغ الرضية، حيث كتبت أكثر من 17 فصلاً كتابيا تتناول عواقب الاضطرابات المرتبطة بإصابات الدماغ الرضية وعلاجها. في عام 2012 ، كانت مؤلفة رئيسية لكتاب «إعادة التأهيل بعد إصابات الدماغ الرضية لتكيف الحياة اليومية»  وقد نشرت أكثر من 360 مقالة علمية حول هذا الموضوع. 
جيني هي باحثة رئيسية في مركز التميز البحثي الممول من المجلس الوطني للبحوث الصحية والطبية في إعادة التأهيل النفسي والاجتماعي، والمضي قدمًا لإصابات الدماغ الرضية .  يجمع هذا المركز باحثين من داخل أستراليا وباحثين دوليين لبناء القدرات البحثية في مجال إصابات الدماغ الرضية، والدفع بأبحاث جديدة وتحويل الأدلة العلمية إلى ممارسات طبية.

## احياة الشخصية
جيني متزوجة ولديها ابنتان.

## الجوائز والتكريمات
- جائزة روبرت إل مودي (2013) [9] للمبادرات المتميزة في أبحاث إصابات الدماغ وإعادة التأهيل [10]
- رئيسة الجمعية الدولية لعلم النفس العصبي (2013-2014)
- حصلت طالبتها، كيلي سينكلير، على جائزة فرانز غيرتنبراند للاتحاد العالمي لإعادة التأهيل العصبي لعام 2014 تقديراً للبحوث التي تفيد المرضى، لعملها في دراسة التأثير المحتمل للعلاج بالضوء على الاكتئاب لدى الأشخاص المصابين بإصابات الدماغ الرضية. [11] [12]
- في عام 2017 ، تم تعيينها ضابطة من وسام أستراليا لخدماتها المتميزة للبحوث الطبية في مجال علم النفس العصبي، ومن خلال التطورات الجوهرية في تشخيص وعلاج وإعادة تأهيل المرضى الذين يعانون من إصابات دماغية.